# Apaidia lucasi
Apaidia lucasi là một loài bướm đêm thuộc phân họ Arctiinae, họ Erebidae.